# Хантер Киллер
«Хантер Киллер» (англ. Hunter Killer — «охотник-убийца») — американский боевик режиссера Донована Марша. В главных ролях Гэри Олдман и Джерард Батлер. В широкий прокат вышел 25 октября 2018 года. Сюжет фильма основан на романе Джорджа Уоллеса и Дона Кита «Точка обстрела».

## Сюжет
В Арктике в ходе операции по преследованию российской подводной лодки «Конёк» (класс «Щука-Б», «Акула» по классификации НАТО), в Баренцевом море у Кольского полуострова потеряна подводная лодка ВМФ США Tampa Bay (класс «Лос Анджелес» SSN-688(I), тип Hunter Killer). После аннексии Крыма Россией и военной операции в Сирии Пентагон не знает, чего ожидать от российских властей. Подлодка SSN-800 Arkansas класса «Вирджиния» типа Hunter Killer под командованием амбициозного капитана Джо Гласса (Джерард Батлер) отправляется на поиски пропавшей субмарины. Команда Arkansas обнаруживает торпедированную субмарину Tampa Bay и рядом повреждённую взрывом изнутри российскую подлодку «Конёк». Американцам при помощи батискафа удаётся эвакуировать часть выжившего экипажа «Конька», в том числе капитана Сергея Андропова. Тем временем подразделение «морских котиков» США тайно десантируется и обследует российскую военную базу Северного морского флота в городе Полярный, где находится президент России Николай Закарин. Выясняется, что в результате заговора в высших кругах российского правительства, возглавляемого министром обороны России адмиралом Дмитрием Дуровым, был захвачен в заложники президент России Закарин, которого удерживают в Полярном. Операция с подрывом «Конька» и торпедированием Tampa Bay была частью заговора Дурова по развязыванию войны.
«Морским котикам» удаётся освободить президента Закарина и с помощью батискафа эвакуировать его на Arkansas. Дуров приказывает уничтожить американскую субмарину. Россия и США готовятся к масштабному противостоянию на море. Российский эсминец «Евченко» атакует подлодку торпедами. Капитан Гласс не стреляет в ответ, так как обещал Андропову не убивать российских моряков. Arkansas получает повреждения, но капитан Андропов выходит на связь с экипажем российского эсминца по радио и «Евченко» прекращает атаку. Arkansas всплывает рядом с эсминцем. К экипажу эсминца обращается по радио и президент Закарин. Дуров стреляет по подлодке из установки «Бал». Американская армия готова нанести удар по России. В последний момент летящие к субмарине ракеты уничтожает экипаж российского эсминца с помощью ракетно-артиллерийского комплекса, чтобы защитить президента Закарина от Дурова. Затем эсминец при помощи ракет наносит удар по командному центру в Полярном, в результате чего Дуров и остальные его приспешники погибают. Российский флот отступает. Закарин отдаёт прямой приказ ВВС закрыть Полярный.
В финальном эпизоде фильма капитаны Гласс и Андропов, стоя на американской подлодке, прощаются — только что они предотвратили ядерную войну.

## В ролях
- Джерард Батлер — капитан «Арканзаса» Джо Гласс
- Гэри Олдман — председатель Объединённого комитета начальников штабов Чарльз Донеган
- Линда Карделлини — аналитик АНБ Джейн Норквист
- Микаэль Нюквист — капитан «Конька» Сергей Андропов
- Христо Мицков — гидроакустик «Волкова»
- Стефан Иванов — капитан «Волкова»
- Михаил Горевой — адмирал Дмитрий Дуров, министр обороны РФ
- Александр Дьяченко — президент России Николай Закарин
- Дэвид Гьяси — старшина «Арканзаса» Уоллах
- Тоби Стивенс — командир отряда морских котиков лейтенант Билл Биман
- Майкл Трукко — боец отряда морских котиков Дэвин Холл
- Райан Макпартлин — боец отряда морских котиков Мэтт Джонстон
- Картер Макинтайр — старпом «Арканзаса» Брайан Эдвардс
- Кэролайн Гудолл — президент США Илен Довер
- Зейн Холц — боец отряда морских котиков Пол Мартинелли
- Common — контр-адмирал Фиск
- Шэйн Тейлор — Тёрнер
- Гэбриел Чаварриа — Хименес, пилот DSRV
- Игорь Жижикин — Третьяк, начальник охраны президента
- Юрий Колокольников — Олег, охранник президента
- Тейлор Джон Смит — техник «Арканзаса» Белфорд
- Илья Волох — капитан эсминца «Евченко» Влад Сутрев

## Проблемы проката фильма
Россия
Фильм не получил прокатного удостоверения к намеченному сроку премьеры. По словам представителей ведомства Минкульта России, это произошло из-за того, что в документах не было отметок о сдаче копии фильма на постоянное хранение в Госфильмофонд России. 6 ноября 2018 года министр культуры России Владимир Мединский сообщил, что фильм получит прокатное удостоверение. 8 ноября фильм вышел в прокат.
Украина
Фильм запрещён к показу на территории Украины как «демонстрирующий мощь российской армии и спецслужб» в соответствии с «Законом Украины о кинематографии».

### Оценки
Президент России Владимир Путин, которому во время блиц-интервью пересказали сюжет фильма, саркастично назвал его «плохим».